# Richard Kapuš
Richard Kapuš este un fost jucător de hochei slovac născut în Bratislava.

## Legături externe
- en Richard Kapuš la Olympedia.org